# かこむん蛇
『かこむん蛇』（かこむんじゃ）は、ナグザットが1990年4月6日に発売したゲームボーイ用パズルゲーム。
北米では、『Serpent』のタイトルで発売された。 

## 概要
蛇を操作して相手の蛇（コンピュータ側は鰻）を囲み、動けなくさせる（頭が一点にとどまった状態で5秒カウント）ことで勝ちとなる。蛇はボタンを押さない限り一方向に進み続け（十字キーの左で左折・Aボタンで右折）、アイテムによって長くなったり短くなったりするほか、ミサイルを撃つことが出来るようになる。対戦も可能である。

## 評価
- ゲーム誌『ファミコン通信』の「クロスレビュー」では、合計21点となっている[2]。

- ゲーム誌『ファミリーコンピュータMagazine』の読者投票による「ゲーム通信簿」での評価は以下の通りとなっており、15.02点（満30点）となっている[1]。

| 項目 | キャラクタ | 音楽 | 操作性 | 熱中度 | お買得度 | オリジナリティ | 総合  |
| 得点 | 2.41       | 2.44 | 2.37   | 2.52   | 2.51     | 2.77           | 15.02 |